# کونپو، هوکایدو
کونپو، هوکایدو (به لاتین: Kunneppu, Hokkaido) یک منطقهٔ مسکونی در ژاپن است که در Okhotsk Subprefecture واقع شده‌است.
 کونپو  ۵٬۸۸۲ نفر جمعیت دارد.